# Mattia Binotto
Mattia Binotto (ur. 3 listopada 1969 w Lozannie) – włoski inżynier, dyrektor ds. technologii zespołu Stake Sauber F1 i zarządca projektu Audi F1 oraz były szef zespołu Formuły 1 Scuderia Ferrari w latach 2019–2022, wcześniej inżynier tego samego zespołu od 1995 roku.

## Życiorys
W 1994 roku ukończył studia na kierunku inżynieria mechaniczna na Politechnice Federalnej w Lozannie, następnie uzyskał tytuł magistra inżyniera w inżynierii pojazdów silnikowych w Modenie.

### Kariera w Scuderii Ferrari
W 1995 roku dołączył do zespołu Scuderia Ferrari w Formule 1 na stanowisku inżyniera silnika testowego. Następnie pełnił tę samą rolę z zespołem wyścigowym w latach 1997–2003. W 2004 roku awansował na stanowisko inżyniera silnika wyścigowego, a w 2007 roku został szefem inżynierów. W 2009 roku objął stanowisko szefa silnika i operacji systemu KERS. W październiku 2013 roku został wyznaczony na stanowisko zastępcy dyrektora silnika i elektroniki. Następnie objął funkcję dyrektora operacyjnego jednostki mocy. 27 lipca 2016 roku został wyznaczony na stanowisko dyrektora technicznego zespołu. 7 stycznia 2019 roku zastąpił Maurizio Arrivabene na stanowisku szefa zespołu. 19 lipca 2019 roku włoskie media poinformowały, że Binotto zrezygnował ze stanowiska dyrektora technicznego w zespole Scuderia Ferrari, oddelegowując swoje dotychczasowe stanowisko na trzy różne osoby w zespole, ale zachował stanowisko szefa zespołu.
W sezonie 2022 Ferrari miało szansę na walkę o mistrzostwo dysponując dobrze skonstruowanym, konkurencyjnym bolidem, który pozwolił na walkę o zwycięstwa Charlesowi Leclercowi. Jednak zespół podejmował kolejne błędne decyzje strategiczne i ostatecznie ich kierowca stracił szansę na mistrzostwo zajmując drugie miejsce podobnie jak zespół w klasyfikacji generalnej konstruktorów. Binotto zmierzył się z krytyką mediów oraz fanów, co doprowadziło do jego odejścia. 29 listopada 2022 roku zespół poinformował o zwolnieniu Binotto ze stanowiska szefa zespołu. Wraz z końcem roku Włoch całkowicie zakończył współpracę z Ferrari po 28 latach pracy na różnych szczeblach zespołu.

### Kariera w Sauber Motorsport (Audi)
23 lipca 2024 roku został mianowany dyrektorem ds. technologii zespołu Sauber w Formule 1 po zwolnieniu Andreasa Seidla. Binotto ma z nimi pozostać kiedy zespół będzie przechodził zmianę na Audi. Po odejściu Alessandro Alunni Bravi'ego na koniec stycznia 2025 roku, Binotto tymczasowo pełnił funkcję szefa zespołu Sauber podczas wyścigów w Australii i Chinach, zanim Jonathan Wheatley przejął to stanowisko. 5 maja 2025 roku ogłoszono, że Binotto będzie również zarządcą projektu Audi w F1. 

### Życie prywatne
Ma żonę Sabinę oraz dwoje dzieci, córkę Chiarę i syna Marco